# Liste des présidents de la Société botanique de France
 (décembre 2011).
Si vous disposez d'ouvrages ou d'articles de référence ou si vous connaissez des sites web de qualité traitant du thème abordé ici, merci de compléter l'article en donnant les références utiles à sa vérifiabilité et en les liant à la section « Notes et références ».
Voici la liste des présidents de la Société botanique de France fondée en 1854,.
- 1854 : Adolphe Théodore Brongniart (1801-1876).
- 1855 : Joseph Decaisne (1807-1882).
- 1856 : Antoine François Passy (1792-1873).
- 1857 : Horace Bénédict Alfred Moquin-Tandon (1801-1863).
- 1858 : Comte Hippolyte Jaubert (1798-1874).
- 1859 : Pierre Étienne Simon Duchartre (1811-1894).
- 1860 : Joseph Decaisne (1807-1882) (deuxième mandat).
- 1861 : Adolphe Théodore Brongniart (1801-1876) (deuxième mandat).
- 1862 : Gaspard Adolphe Chatin (1813-1901).
- 1863 : Ernest Staint-Charles Cosson (1819-1889).
- 1864 : Jacques Alix Ramond-Gontaud (1810-1897).
- 1865 : Adolphe Théodore Brongniart (1801-1876) (troisième mandat).
- 1866 : Comte Hippolyte Jaubert (1798-1874) (deuxième mandat).
- 1867 : Joseph Decaisne (1807-1882) (troisième mandat).
- 1868 : Pierre Étienne Simon Duchartre (1811-1894) (deuxième mandat).
- 1869 : Antoine Lasègue (1793-1873).
- 1870-1871 : Jacques Nicolas Ernest Germain de Saint-Pierre (1815-1882).
- 1872 : François Simon Cordier (1797-1874).
- 1873 : Joseph Decaisne (1807-1882) (quatrième mandat).
- 1874 : Antoine Laurent Apollinaire Fée (1789-1874).
- 1875 : Édouard Bureau (1830-1918).
- 1876 : Pierre Étienne Simon Duchartre (1811-1894) (troisième mandat).
- 1877 : Jules de Seynes (1833-1912).
- 1878 : Gaspard Adolphe Chatin (1813-1901) (deuxième mandat).
- 1879 : Édouard Ernest Prillieux (1829-1915).
- 1880 : Ernest Staint-Charles Cosson (1819-1889) (deuxième mandat).
- 1881 : Philippe Édouard Léon Van Tieghem (1839-1914).
- 1882 : Jean-Baptiste Édouard Bornet (1828-1911).
- 1883 : Édouard Bureau (1830-1918) (deuxième mandat).
- 1884 : Pierre Étienne Simon Duchartre (1811-1894) (quatrième mandat).
- 1885 : Émile Bescherelle (1828-1903).
- 1886 : Gaspard Adolphe Chatin (1813-1901) (troisième mandat).
- 1887 : Jules de Seynes (1833-1912) (deuxième mandat).
- 1888 : Pierre Étienne Simon Duchartre (1811-1894) (cinquième mandat).
- 1889 : Charles Philippe Henry Levêque de Vilmorin (1843-1899).
- 1890 : Gaston Bonnier (1853-1922).
- 1891 : Ernest Roze (1833-1900).
- 1892 : Édouard Ernest Prillieux (1829-1915) (deuxième mandat).
- 1893 : Pierre Étienne Simon Duchartre (1811-1894) (sixième mandat).
- 1894 : Jean-Louis-Léon Guignard (1852-1928).
- 1895 : Philippe Édouard Léon Van Tieghem (1839-1914) (deuxième mandat).
- 1896 : Gaspard Adolphe Chatin (1813-1901) (quatrième mandat).
- 1897 : Marie Maxime Cornu (1843-1901).
- 1898 : Adrien René Franchet (1834-1900).
- 1899 : Charles René Zeiller (1847-1915).
- 1900 : Emmanuel Drake del Castillo (1855-1904).
- 1901 : Jean Louis Émile Boudier (1828-1920).
- 1902 : Édouard Bureau (1830-1918) (troisième mandat).
- 1903 : Gaston Bonnier (1853-1922) (deuxième mandat).
- 1904 : Charles René Zeiller (1847-1915) (deuxième mandat).
- 1905 : Édouard Bureau (1830-1918) (quatrième mandat).
- 1906 : Louis Jules Ernest Malinvaud (1836-1913).
- 1907 : Julien Noël Costantin (1857-1936).
- 1908 : Antoine Magnin (1848-1926).
- 1909 : Édouard Ernest Prillieux (1829-1915).
- 1910 : Paul Henri Lecomte (1856-1934).
- 1911 : Auguste Louis Maurice Levêque de Vilmorin (1849-1918).
- 1912 : Charles René Zeiller (1847-1915) (troisième mandat).
- 1913 : Louis Gustave Chauveaud (1859-1933).
- 1914 à 1918 : Pierre Clément Augustin Dangeard (1862-1947).
- 1919 : prince Roland Napoléon Bonaparte (1858-1924).
- 1920 : Désiré Georges Jean Marie Bois (1856-1946).
- 1921 : Antoine Magnin (1848-1926) (deuxième mandat).
- 1922 : Paul-Émile-Alexis Guérin (1868-1947).
- 1923 : Marin Molliard (1866-1944).
- 1924 : Émile Constant Perrot (1867-1951).
- 1925 : Louis Lutz (1871-1952).
- 1926 : Paul Robert Hickel (1865-1935).
- 1927 : Georges Fron (1870-1957).
- 1928 : Louis Gustave Chauveaud (1859-1933).
- 1929 : Auguste Jean Baptiste Chevalier (1873-1956).
- 1930 : Louis Florimond Blaringhem (1878-x).
- 1931 : Désiré Georges Jean Marie Bois (1856-1946) (deuxième mandat).
- 1932 : Marie Antoine Alexandre Guilliermond (1876-1945).
- 1933 : Raoul Combes (1883-1964).
- 1934 : François Gagnepain (1866-1952).
- 1935 : André Guillaumin (1885-1974).
- 1936 : Georges Hibon (1868-1951).
- 1937 : Pierre Allorge (1891-1944).
- 1938 : Étienne Charles René Souèges (1876-1967).
- 1939 : Samuel Buchet (1875-1956).
- 1940 à 1944 : Henri Jean Humbert (1887-1967).
- 1945 : André Maublanc (1880-1958).
- 1946 : Philibert Guinier (1876-1962).
- 1947 : Raymond Benoist (1881-1970).
- 1948 : Roger Heim (1900-1979).
- 1949-1950 : Pierre Chouard (1903-1983).
- 1951-1952 : André Aubréville (1897-1982).
- 1953-1954 : Roger Philippe Vincent de Vilmorin (1905-1980).
- 1959-1960: Georges Viennot-Bourgin (1906-1986)
- Bernard Descoings
- jusqu’en 2019 : le Professeur Marc-André Selosse (Muséum national d'Histoire naturelle, Paris)